# Time of My Life (Ronan Keating)
Time of My Life è il decimo album in studio del cantante irlandese Ronan Keating, pubblicato nel 2016.

## Tracce
1. Let Me Love You (Jon Green, Dan McDougall)
2. As Long as We're in Love (Green, Liz Rose, Emily Shackelton)
3. Breathe (Ronan Keating, Peter-John Vettese, Daniel Healy)
4. She Knows Me (R. Keating, Healy)
5. Time of My Life (Norma Jean Martine, Adam Argyle, Martin Brammer)
6. In Your Arms (R. Keating, Vettese, Healy)
7. Landslide (R. Keating, Healy, Storm Keating)
8. Keep It Simple (R. Keating, Vettese, Healy)
9. Don't Think I Remember (R. Keating, Vettese, Healy)
10. Shine Like Gold (Red Triangle, The Vamps)
11. Grow Old with Me (McDougall)
12. Falling Slowly (featuring The Shires) (Glen Hansard, Markéta Irglová)